# Det indiske Gudebillede
Det indiske Gudebillede er en dansk stumfilm fra 1915 med manuskript af Emma Pedersen.

## Handling
Lægen John Schmidt betros af en dødeligt syg et indisk gudebillede. Det har forbindelse til et hemmelig indisk forbryderisk selskab og en kostbar halskæde.

## Medvirkende
- Anton de Verdier - John Schmidt, læge
- Alfi Zangenberg - Alma, lægens hustru
- Tronier Funder - Dick Jackson, politiinspektør
- Ellen Rassow - Mary, inspektørens hustru
- Peter Malberg - Den gamle inder